# あさぎちゃんクライシス!
『あさぎちゃんクライシス!』は弓長九天による4コマ漫画。芳文社の雑誌『まんがタイムラブリー』において2005年から2010年まで連載。とぼけた家庭教師に振り回されっぱなしの女子中学生（のちに高校へ進学）を主人公にしたコメディ。

## 概要
中学生のあさぎを教える家庭教師の河野は、マイペースが極まったよく分からない大学生である。豊富な雑学と予測不可能で突飛な行動であさぎの日常をかき回し、あさぎはあさぎで何度その餌食になってもまた引っかかるという稀有のいじられる才能の持ち主である。受験に合格しあさぎが無事高校生になってからも、理解のある両親の後押しもあって、2人の奇妙な師弟関係は続く。
『まんがタイムラブリー』2005年10月号から連載開始した作品だが、実際には1999年に同誌にゲスト扱いで1年ほど掲載された同名作品（作者の初めての4コマ作品。河野が主人公で校医だった。）のリメイク作品である。なお、2005年12月号から2006年2月号までと2006年7、8月号は休載している。また同じ芳文社の雑誌『まんがタイム』2009年5月号にゲスト掲載が、『まんがタイムジャンボ』2007年12月号と2008年2月号に非4コマ形式の番外編掲載がある。
なお、単行本は全3巻で終了し、『ラブリー』2010年11月号以後の掲載分は収録されないことが、第3巻あとがき及び作者サイト上で明言されている。

## 登場人物
支倉あさぎ（はせくら あさぎ）
主人公。ショートヘアの少女。連載開始時は中学生、のち高校へ進学した。河野の目からは可愛い子である。素直で隙が多く、河野の奇抜な行為に照れたりあわてたり忙しい。またそのリアクションの中で様々な天然ぶりを発揮する。色々な目に遭いながらも河野の事は慕っており、高校受験後に家庭教師が終わることに抵抗感を示した。
河野一郎（こうの いちろう）
家庭教師。大学生。趣味で東洋医学を学んでおり、鍼の免許を取得している。それ以外にも色々な雑学に長けている。独特のペースがあり、他者との会話はズレっぱなしである。あさぎやその友人達からは見た目には格好いいと評されている。変人だが基本的には善良で、あさぎが抱える様々な問題をツボ押しで解決しようとするのにもセクハラの意図はなく、あくまで善意からの行いである。
楠田（くすだ）
河野の大学の友人。眼鏡美女。あさぎ達にはメガネ田さんの名前で呼ばれている。スタイルの良さであさぎ達から羨望の眼差しを受け、また河野との親しげな態度をあさぎから嫉妬される。
北上（きたがみ）
河野の大学の友人。眼鏡青年。あさぎ達にはメガネ山さんまたはメガ山さんの名前で呼ばれている。エロ妄想のつわもの。
宇佐見紀子（うさみ のりこ）
あさぎの同級生。明るく活発な前髪ぺたんこ少女。ネギと便秘ネタでいじられる。仲間内ではグラマーな方だがウエストを気にしている。
エリ
あさぎの同級生。仲間内では体の細い方で、貧乳ネタでいじられる。スタイル談義では紀子と対立しやすい。
あさぎの母親
発想の面で河野をたじろがせた事もある、変わり者の主婦。娘と河野の仲が進展することについても止めるどころかむしろ煽る側に立つ。夫と結婚した理由は、自分の必殺技に耐えたことから。
あさぎの父親
長期出張で家を空けていることが多い。自分の必殺技に耐えた河野を気に入っており、逆に河野の必殺技を伝授してもらったりしている。娘と河野の仲にも理解を示している様子だが、妻のようには煽らない。
くま
河野が北海道から土産に連れてきたヒグマ（格闘の末、勝手について来た模様）。直立二足歩行し、内気な態度をとる。暫く経って一時的に（当初の予定どおり？）支倉家にプレゼントされたが、すぐに返されて河野の部屋で暮らしている。

## 単行本
- 1巻 2007年11月22日発行（11月7日発売） ISBN 978-4-8322-6586-8
- 2巻 2009年4月22日発行（4月7日発売） ISBN 978-4-8322-6731-2
- 3巻 2010年10月22日発行（10月7日発売） ISBN 978-4-8322-6894-4